# Jean-Michel Boissonnier
 (janvier 2018).
Jean-Michel Boissonnier (né le 27 septembre 1952 à Saint-Gervais-les-Bains en France) est un joueur professionnel français de hockey sur glace.
Il est un des meilleurs hockeyeurs français dans des années 1970[réf. souhaitée] et est membre de l'Équipe de France. Il est le second joueur français dans l'ère moderne à terminer meilleur buteur de championnat de France élite et premier hockeyeur français à marquer 500 buts.